# Будаков, Александр Владимирович
Алекса́ндр Влади́мирович Будако́в (род. 10 февраля 1985, Магнитогорск, Челябинская область) — российский футболист, вратарь. В «Локомотиве», «Сибири», «Крыльях Советов», «Кубани», нальчикском «Спартаке» и московском «Торпедо» выступал под одним и тем же номером — 98.

## Клубная карьера

### Ранние годы
Воспитанник магнитогорского футбола, начинал играть на позиции полузащитника, а вратарём, по собственным словам, стал случайно, когда в 12 лет тренеры, ввиду болезни основного голкипера команды, решили поставить его в ворота. Профессиональную карьеру начал в 2000 году, когда в августе попал в заявку клуба зоны «Урал» второго дивизиона России «Металлург-Метизник» из Магнитогорска, в составе которого, однако, не сыграл ни одного матча. Затем переехал в Москву, где продолжил обучение в молодёжной школе местного «Локомотива».

### «Локомотив»
С 2002 по 2005 год был заявлен в состав московского «Локомотива», за основную команду которого ни разу не сыграл, проведя 33 матча (пропустил 44 мяча) в турнире дублёров РФПЛ. В апреле 2005 года перешёл на правах аренды в подольский «Витязь», в составе которого и дебютировал в профессиональных матчах: 15 мая в выездном матче против калужского «Локомотива» в 1/128 финала Кубка России 2005/06 уже на 8-й минуте встречи был удалён с поля за фол последней надежды.
Сезон 2006 года провёл в аренде в новороссийском «Черноморце», выступавшем в зоне «Юг» второго дивизиона, где Будкаков впервые вышел на поле в матче профессиональной лиги. Всего в том году сыграл 23 встречи и пропустил 19 голов.

### «Сибирь» и «Крылья Советов»
В феврале 2007 года пополнил ряды новосибирской «Сибири», за которую в том сезоне сыграл 22 матча (пропустил 25 мячей) и стал вместе с командой бронзовым призёром первенства. Кроме того, провёл две встречи (пропустил 4 гола) в розыгрыше кубка России 2006/07. Сезон 2008 года также отыграл в «Сибири», провёл 15 матчей, пропустил 18 мячей.
В 2009 году перешёл в самарские «Крылья Советов», где играл мало, проведя лишь одну встречу (пропустил 2 гола) в кубке страны и один «сухой» тайм в матче первенства среди молодёжных команд.

### «Кубань»
В январе 2010 года прибыл на просмотр в «Кубань», с которой 4 февраля подписал контракт сроком на два года. Дебютировал в составе «Кубани» 28 марта в домашнем матче 1-го тура первенства против курского «Авангарда» (2:0). 3 сентября в выездном матче 28-го тура первенства против «КАМАЗа» Будаков забил ставший в итоге победным гол от своей штрафной. Этот гол вызвал интерес не только в России, но и за рубежом. Одноклубники, в том числе и автор голевого паса Максим Жавнерчик, а также болельщики после этого матча стали в большом количестве дарить Будакову игрушечные модели автомобилей производства ОАО «КамАЗ», а бутсы, в которых он играл в той встрече, были выставлены в экспозиции клубного музея «Кубани». По результатам опроса болельщиков клуба Будаков был признан сначала лучшим игроком команды в сентябре, а затем и во всём сезоне, также по версии болельщиков его забитый мяч был признан самым красивым голом сезона.
Всего в том сезоне провёл за «Кубань» 36 матчей, в которых пропустил 18 мячей и вместе с командой победителем первого дивизиона России. Помимо этого был признан лучшим голкипером первого дивизиона по версиям ПФЛ и газеты «Спорт-Экспресс», набрав самый высокий средний балл оценок издания в сезоне (3,66 по 5-балльной системе), выдав в ходе сезона самую длинную «сухую» серию (563 минуты) и наибольшее число «сухих» матчей (24).
Перед началом сезона 2011/12 стал капитаном команды. 13 марта 2011 года дебютировал в премьер-лиге в домашнем матче 1-го тура чемпионата против «Рубина». Всего в том сезоне провёл двадцать встреч в чемпионате (пропустил 20 мячей) и одну игру в кубке страны. Несмотря на это, истекший в конце 2011 года контракт с игроком продлён не был.

### «Спартак-Нальчик» и «Химки»
23 января 2012 года подписал контракт с нальчикским «Спартаком». Соглашение было рассчитано на полгода с возможностью дальнейшего продления. В составе нальчан провёл одиннадцать встреч, в которых пропустил 15 мячей, но это не спасло его команду от выбывания в первый дивизион. По окончании сезона Будаков покинул клуб в статусе свободного агента.
В начале июля 2012 года заключил контракт с подмосковными «Химками». В январе 2013 года был на просмотре в клубе украинской премьер-лиги «Заря», но луганчанам не подошёл и вернулся в «Химки». В сезоне 2012/13 провёл в составе химчан двенадцать встреч, в которых 17 раз пропускал голы. После выбывания команды во второй дивизион появилась информация о переговорах Будакова с клубом «Уфа».

### «Торпедо» Москва
16 июля заключил двухлетний контракт с московским «Торпедо».. Дебют в новом клубе состоялся 31 августа 2013 года в матче 1/32 кубка России против рязанской «Звезды». 17 августа 2015 года разорвал контракт с клубом по обоюдному согласию сторон.

### «Ислочь»
В марте 2016 подписал контракт с дебютантом белорусской высшей лиги — «Ислочью».

### «Анжи»
13 июля 2017 года клуб «Анжи» объявил о заключении контракта с Будаковым сроком на один год.

### «Витязь» Подольск
С 2019 по 2020 годы выступал в Лиге А чемпионата Московской области за подольский «Витязь».

## Карьера в сборной
Выступал за юношескую сборную России. 19 августа 2011 года был вызван во вторую сборную России на матч c олимпийской сборной Беларуси. 5 сентября дебютировал в команде — вышел на поле в начале второго тайма и до конца встречи сохранил ворота «сухими».

## Статистика выступлений
| Команда                   | Сезон            | Чемпионат        | Чемпионат | Чемпионат | Кубок | Кубок | Итого | Итого    |
| Команда                   | Сезон            | Уров.            | Игры      | Голы      | Игры  | Голы  | Игры  | Голы     |
| ------------------------- | ---------------- | ---------------- | --------- | --------- | ----- | ----- | ----- | -------- |
| Витязь (Подольск)         | 2005             | III              | 0         | 0         | 1     | 0     | 1     | 0        |
| Черноморец (Новороссийск) | 2006             | III              | 23        | (-19)     | 0     | 0     | 23    | (-19)    |
| Сибирь (Новосибирск)      | 2007             | II               | 22        | (-25)     | 2     | (-4)  | 24    | (-29)    |
| Сибирь (Новосибирск)      | 2008             | II               | 15        | (-18)     | 0     | 0     | 15    | (-18)    |
| Сибирь (Новосибирск)      | Итого            | Итого            | 37        | (-43)     | 2     | (-4)  | 39    | (-47)    |
| Крылья Советов (Самара)   | 2009             | I                | 0         | 0         | 1     | (-2)  | 1     | (-2)     |
| Кубань (Краснодар)        | 2010             | II               | 36        | (-18/1)   | 0     | 0     | 36    | (-18/1)  |
| Кубань (Краснодар)        | 2011/12          | I                | 20        | (-20)     | 1     | (-3)  | 21    | (-23)    |
| Кубань (Краснодар)        | Итого            | Итого            | 56        | (-38/1)   | 1     | (-3)  | 57    | (-41/1)  |
| Спартак-Нальчик           | 2011/12          | I                | 11        | (-15)     | 0     | 0     | 11    | (-15)    |
| Химки                     | 2012/13          | II               | 12        | (-17)     | 0     | 0     | 12    | (-17)    |
| Торпедо (Москва)          | 2013/14          | II               | 1         | (-2)      | 1     | (-2)  | 2     | (-4)     |
| Торпедо (Москва)          | 2014/15          | I                | 1         | (-1)      | 0     | 0     | 1     | (-1)     |
| Торпедо (Москва)          | Итого            | Итого            | 2         | (-3)      | 1     | (-2)  | 3     | (-5)     |
| Ислочь                    | 2016             | I                | 14        | (-17)     | 0     | 0     | 14    | (-17)    |
| Всего за карьеру          | Всего за карьеру | Всего за карьеру | 155       | (-152/1)  | 6     | (-11) | 161   | (-163/1) |

(откорректировано по состоянию на 19 июля 2017 года)
Источники:
- Статистика выступлений взята со спортивного медиа-портала Pressball.by Архивная копия от 14 сентября 2016 на Wayback Machine

## Достижения

### Командные
«Кубань»
- Победитель первого дивизиона России: 2010

### Личные
«Кубань»
- Лучший вратарь первого дивизиона России (ПФЛ, «Спорт-Экспресс»): 2010

## В медиафутболе
В 2022 года Будаков был вратарём медиафутбольного клуба «Бей Беги», созданного Александром Соболевым и Георгием Джикией. 8 декабря получил премию Media Football Awards в номинации «Открытие года». В 2023 году перешёл в команду «Родина Медиа».

## Личная жизнь
С 2008 по 2018 год был женат на Оксане.
С 2019 году женат на Софье.